# Castello di Saciletto
Il castello di Saciletto si trova a Saciletto di Ruda in provincia di Udine.

## Storia
Sin dal 1263 è documentata la presenza di una struttura fortilizia, il Castrum Zazilet. Acquistato nel 1303 dal Patriarca di Aquileia Ottobuono di Razzi  per contestare le mire sulla Bassa friulana dei Conti di Gorizia, fu da questi ultimi attaccato e distrutto nel 1309. Dopo secoli di abbandono Bernardino di Floriano Antonini acquistò l'edificio dalla Repubblica di Venezia (16 maggio 1491) e, date le mutate condizioni politiche lo trasformò in un fabbricato dominicale. All'inizio di XX secolo il nucleo venne completamente rimaneggiato secondo canoni estetici di ispirazione romanica da Enrico Paolo Salem che l'aveva acquistato nel 1923. La cappella gentilizia è una costruzione che viene fatta risalire ad anni compresi tra il tardo XVII secolo e i primi del secolo successivo. La pianta ha un andamento poligonale irregolare.Oggi completamente restaurata da Volpato è un'abitazione privata

## Struttura
Il complesso architettonico è costituito dalla villa, dalla cappella gentilizia dedicata a Sant'Antonio da Padova e dagli annessi rustici. Un ampio giardino paesaggistico con piante di alto fusto e arbustive di varie e raffinate essenze si sviluppa all'interno della recinzione neogotica che racchiude anche l'edificio principale. Il corpo gentilizio, fortemente condizionato dall'assetto del fortilizio preesistente, si presenta come un palazzetto: un elemento a torre caratterizza la parte centrale e su una delle facciate interne è collocata una meridiana.